# Mangora manglar
Mangora manglar là một loài nhện trong họ Araneidae.
Loài này thuộc chi Mangora. Mangora manglar được Herbert Walter Levi miêu tả năm 2007.